# Коэн, Иоханан
Иоханан Коэн (ивр. יוחנן כהן‎; 31 декабря 1917, Лодзь, Петроковская губерния — 20 мая 2013) — израильский общественный и политический деятель, дипломат, депутат кнессета 3-го созыва от «Прогрессивной партии», посол Израиля в Румынии (1973—1976), посол Израиля в Финляндии (1976—1979).

## Биография
Родился 31 декабря 1917 года в Лодзи, Петроковская губерния (в тот период оккупирована Германской империей, ныне Польша), здесь же закончил еврейскую гимназию. С юности был участником сионистского движения, участником и лидером движения «ха-Ноар ха-циони» в Лодзи. В 1937 году репатриировался в Подмандатную Палестину, а в 1938 году стал членом еврейской подпольной военнозированной организации «Хагана», в 1941—1944 служил в еврейской полиции, а во время Войны за независимость Израиля командовал ротой 19-го батальона бригады «Голани». После окончания войны являлся подполковником резервистской службы.
В 1945—1947 годах являлся активистом подпольной организации «Бриха» в Европе, в 1950—1952 годах член центрального комитета Гистадрута. Был членом «Прогрессивной партии», а позже входил в состав руководства партии. Баллотировался в кнессет 2-го (1951) и 3-го (1955) созывов, но не был избран депутатом кнессета. 28 октября 1957 года стал депутатом кнессета вместо ушедшего в отставку Иешаяху Фёрдера. Работал в законодательной комиссии, комиссии по внутренним делам и комиссии по труду.
В 1960 году начал работу в Министерстве иностранных дел Израиля, в 1960—1963 годах был заместителем директора информационного департамента, в 1965—1968 годах являлся генеральным консулом Израиля в Бостоне, в 1968—1970 годах возглавлял информационный департамент, затем в 1970—1973 годах возглавлял отдел Восточной Европы. В 1973—1976 годах — посол Израиля в Румынии. В 1976—1979 годах — посол Израиля в Финляндии. В 1980—1983 годах — директор исторического департамента МИД.
После выхода пенсию возглавлял институт изучения катастрофы европейского еврейства «Масуа».
Умер 22 мая 2013 года.